# Purging
Als Purging (von engl. to purge: säubern, läutern) bezeichnet man in der Populationsgenetik das Phänomen, dass es in ingezüchteten Populationen unter gewissen Bedingungen trotz starker Inzucht zu einer Reduktion oder sogar Elimination der Inzuchtdepression kommen kann. Purging geschieht meist im Zusammenhang mit einem genetischen Flaschenhals und kann dann auftreten, wenn in einer Population starke Inzucht in Verbindung mit starkem Selektionsdruck auf Fitness vorkommt. Hierzu muss die Reproduktionsrate hoch genug sein, um unter der verstärkten Selektion zumindest die kleinste überlebensfähige Populationsgröße zu erhalten.

## Hintergrund
Unter der Inzuchtdepression versteht man das Phänomen, dass bei steigender Inzucht eine Reduktion der Fitness (Fruchtbarkeit, Infektionsresistenz, Lebensdauer etc.) feststellbar ist. Da Inzucht immer zu einer Erhöhung der Homozygotie führt, kann dies nur dann geschehen, wenn die verantwortlichen Allele zumindest zum Teil dominant-rezessiv vererbt werden.

### Partielles Dominanzmodell
Das partielle Dominanzmodell geht davon aus, dass Inzuchtdepression entsteht, weil durch den erhöhten Homozygotiegrad der ingezüchteten Population rezessive Allele mit negativer Wirkung auf die Fitness häufiger phänotypisch ausgebildet werden, als dies in nicht ingezüchteten Populationen der Fall ist. Dieses Modell gilt heute als das wahrscheinlichste.

### Überdominanzmodell
Das Überdominanzmodell geht davon aus, dass die erhöhte Homozygotie unabhängig von den vorhandenen Allelen für den Verlust an Fitness verantwortlich ist. Es konnte bisher zwar nicht widerlegt werden, wird aber von den meisten Experten als weniger wahrscheinlich betrachtet als das partielle Dominanzmodell.

## Szenarien

Verschiedene Purging-Szenarien

Nach einem genetischen Flaschenhals existieren in einer ingezüchteten Population grundsätzlich drei mögliche Szenarien für die weitere Entwicklung:

### Erhöhte Inzuchtdepression
Nach dem Flaschenhals erhöht sich die Inzuchtdepression in der Population und bleibt in der Folge auf hohem Niveau konstant. Dies kann zum Aussterben der Population führen.

### Partielles Purging
Nach dem Flaschenhals erhöht sich die Inzuchtdepression, geht jedoch in der Folge auf einen tieferen Wert zurück. Dieser Wert ist aber immer noch höher als in der Population vor dem Flaschenhals.

### Vollständiges Purging
Nach dem Flaschenhals erhöht sich die Inzuchtdepression, geht jedoch in der Folge innerhalb weniger Generationen auf den Wert der Population vor dem Flaschenhals zurück oder unterschreitet diesen sogar. Dies geschieht dann, wenn die hohe Inzucht mit starker Selektion auf Fitness kombiniert wird: Durch die Selektion werden die nachteiligen Allele aus der Population entfernt. Aufgrund der inzuchtbedingt erhöhten Homozygotie überstehen weniger Allele diese Selektion in ihrer heterozygoten Form, als dies in einer nicht ingezüchteten Population der Fall ist. Dies wiederum führt zu einer Elimination der Inzuchtdepression aus der Population, bis sich nach Hunderten von Generationen mutationsbedingt wieder neue nachteilige rezessive Allele ansammeln.

## Beispiele von Purging
- Als Haus- oder Labortiere gehaltene Goldhamster
- Peromyscus polionotus
- Chillingham-Rinder
- Spekegazellen
- Islandpferde
- Dingo
- Davidshirsch